# سام لوكستون
سام لوكستون (بالإنجليزية: Sam Loxton)‏ (و. 1921 – 2011 م) هو لاعب كريكت، ولاعب كرة قدم أسترالية، وسياسي  أسترالي، ولد في Albert Park, Victoria ‏، توفي في غولد كوست، عن عمر يناهز 90 عاماً.

## مناصب
تولى منصب عضو الجمعية التشريعية  في فيكتوريا ‏
.

## التعليم
تعلم في Wesley College, Melbourne ‏
.

## جوائز
حصل على جوائز منها:
نيشان الامبراطورية البريطانية من رتبة ضابط